# Articolo 49 della Costituzione francese
2. L’Assemblea nazionale chiama in causa la responsabilità del Governo mediante la votazione di una mozione di sfiducia. Tale mozione è ammissibile se sottoscritta da almeno un decimo dei membri dell’Assemblea nazionale. La votazione può aver luogo trascorse quarantotto ore dalla presentazione della mozione. Sono computati solo i voti favorevoli alla mozione di sfiducia che è approvata a maggioranza dei membri componenti l’Assemblea nazionale. Salvo il caso previsto al comma sottostante, un deputato non può essere firmatario di più di tre mozioni di sfiducia nel corso di una stessa sessione ordinaria e di non più di una nel corso di una stessa sessione straordinaria. 
3. Il Primo ministro può, dietro deliberazione del Consiglio dei ministri, impegnare la responsabilità del Governo dinanzi all’Assemblea nazionale sul voto di un progetto di legge finanziaria o di finanziamento della previdenza sociale. In tal caso, detto progetto è considerato adottato, salvo il caso in cui una mozione di sfiducia, presentata nel termine di ventiquattro ore, venga votata alle condizioni previste dal comma precedente. Il Primo ministro può, inoltre, ricorrere a tale procedura per un altro disegno o per una proposta di legge a sessione. 
4. Il Primo ministro ha facoltà di chiedere al Senato l’approvazione di una dichiarazione di politica generale.»
(Articolo 49 della Costituzione francese)
L'Articolo 49 della Costituzione francese fa parte del titolo III, recante "Rapporti fra Governo e Parlamento", e delinea la procedura relativa ai voti di fiducia e sfiducia nel Governo.

## Descrizione

### Comma 1
Il comma 1 consente al Governo (vale a dire, al Consiglio dei ministri) di chiedere, qualora lo desideri, che l'Assemblea nazionale approvi il suo programma politico oppure una dichiarazione di politica generale, accordandogli così la fiducia. Il voto contrario dell'Assemblea sul programma o sulla dichiarazione importa obbligo di dimissioni. Tuttavia, il Governo non è obbligato a sottoporre il suo programma al voto dell'Assemblea e può rifiutarsi di farlo.

### Comma 2
Il comma 2 consente all'Assemblea nazionale di sfiduciare il Governo, approvando una mozione in tal senso (motion de censure, letteralmente mozione di censura). Quest'ultima deve essere sottoscritta da almeno un decimo dei deputati, e deve raccogliere il voto favorevole della maggioranza assoluta dei componenti dell'Assemblea per essere approvata. In pratica, ciò significa che i deputati che si sono astenuti vengono contati automaticamente come contrari alla mozione. Lo stesso vale per coloro che sono assenti, a meno che non abbiano delegato ufficialmente il proprio voto favorevole ad un altro membro dell'Assemblea. In caso di approvazione della mozione, il Primo Ministro deve presentare le proprie dimissioni e quelle del Governo al Presidente della Repubblica, che può decidere se accettarle oppure sciogliere l'Assemblea e indire nuove elezioni legislative.

### Comma 3
Il comma 3 consente al Governo di far approvare un disegno di legge anche senza una formale votazione in Assemblea. Se infatti il Governo impegna la propria responsabilità (ovverosia pone la questione di fiducia) su un testo all'esame dell'aula, esso s'intende approvato, a meno che non sia presentata una mozione di censura entro ventiquattro ore. In caso ciò accada, il progetto di legge s'intende approvato solo se l'aula respinge la mozione.

### Comma 4
Il comma 4 concede al Governo la facoltà di chiedere al Senato di approvare una dichiarazione di politica generale. Il voto contrario del Senato su quest'ultima non importa obbligo di dimissioni.